# Sassey-sur-Meuse
Sassey-sur-Meuse là một commune thuộc tỉnh Meuse trong vùng Grand Est đông nam nước Pháp.